# Касноантички шлемови из Беркасова
Касноантички шлемови из Беркасова представљају два позлаћена римска шлема из 4. века пронађена 1955. на локалитету Ашман недалеко од села Беркасова код Шида. Део су збирке Археолошког одељења Музеја Војводине у Новом Саду. 

## Историјат
Два римска шлема из Беркасова доспела су у Музеј Војводине 1955. године, након што их је, копајући њиву, пронашла једна сељанка. Недуго затим археолози су открили да су шлемови у римско доба закопани у земљу заједно са два пара коњских жвала и неколико сребрних украсних делова за појас.
Шлем број 1 из Беркасова је најлепши и најраскошнији примерак међу познатим примерцима касноримских шлемова. Изузетног сјаја, украшен умецима од стаклене пасте који имитирају драги камен смарагд и полудраго камење оникс и калцедон. Шлемове овог типа у то доба носиле су војсковође или владари.
Мање раскошан шлем из Беркасова, у литератури познат под називом шлем број 2, послужио је као пример за реконструкцију шлема из Јарка. Он на себи носи натпис VICIT [LIC]INIANA, који је археолозима помогао да га датују на почетак 4. века, у време када су се око римског престола борили будући цар Константин Велики и његов противник Лициније. Од 308. године, када је Лициније постао август, два цара су владала заједно, да би убрзо започели борбу за престо, која се завршила Лицинијевим поразом и погубљењем. Према једном тумачењу, шлемови су могли бити закопани приликом повлачења Лицинијевих трупа према Сирмијуму, односно после битке која се одиграла код Цибала (данашњих Винковаца). Према другом тумачењу, заснованом на постојању касније додатог натписа на грчком језику, шлем је могао бити у употреби дужи период и потом закопан у било којем тренутку немирног 4. века у римској провинцији Панонија Секунда, на чијој територији се налази локалитет.
Упркос чињеници да су у научним круговима слични налази били познати и раније, касноримски шлемови који припадају овом типу добили су назив по налазу из Беркасова.

## Учешће на изложбама
Шлемови из Беркасова били су представљени на бројним домаћим и европским изложбама, посвећеним позном Римском царству. 
По броју посетилаца од неколико милиона истичу се последње три иностране изложбе на којима су шлемови гостовали. У немачком граду Триру је 2007. године одржана изложба посвећена Константину Великом са преко хиљаду експоната из бројних европских музеја, међу којима су шлемови из Беркасова заузимали посебно место. Као симболи римске моћи пленили су пажњом у Музеју дијецезе и галерији Тијеполо у Удинама (од новембра 2008. до марта 2009), на изложби посвећеној аквилејском бискупу Хромацију (388–408) и римском граду Аквилеји, који се налазио на раскрсници путева од Италије ка источним деловима Римског царства. Поводом обележавања годишњице Миланског едикта, шлемови су током 2013. и 2014. године гостовали у Милану и римском Колосеуму на изложби Константин – 313. година, Милански едикт и време толеранције.